# Мрамор (област Хасково)
 Тази статия е за селото в Област Хасково.  За други значения вижте Мрамор (пояснение).  
Мрамор е село в Южна България. То се намира в община Тополовград, област Хасково.

## География
Село Мрамор се намира в полите на северната част на Сакар планина. Самото село съществувало от преди повече от 1000 години. Опожарявано от турците на два пъти.

## История
До с. Мрамор се намира манастир Света Троица.
Предание говори, че през турско пътят за Одрин минавал край река Тунджа. По него минавали турската хазна и пощата. Хайдутите правили обирите в местността Даркая, на 200 м от манастира. Златото криели в пещера, високо в скалите. По тези места върлували Христо войвода. Кара Кольо, Инджето и Вълчан войвода. По това време турците разрушили и опожарили манастира. Христо войвода, като застарял, се замонашил. С помощта на Кара Кольо, Инджето и Вълчана той съградил нов манастир. Христо станал Хрисант и до смъртта си бил игумен на манастира. Тук починал през 1813 година. На гроба му идвали Индже войвода. Кара Кольо и Вълчан войвода. Надгробната плоча на Хрисант се пази до днес в манастирската църква. В нея има и купчина от костите на загинали хайдути от четата на Кара Кольо. В подземието под олтара е било скривалището на хайдутите. Още се пазят бойниците в стената. Местните хора наричат манастира Хайдушки, а пещерата в скалите над него Каракольова дупка.
Турското име на село Мрамор е Еникьой, т.е. 1000 къщи. Сменяло си е местоположението около три пъти, след опожарявания, за да се позиционира накрая край коритото на местната река. След второто преместване селото се преименува – другото име е Ново село и накрая – Мрамор. Най-старата запазена сграда в селото е църквата „Архангел Михаил“ от 1872 година.

## Културни и природни забележителности
В селото има паметник на загиналите във войните жители. Край селото има различни природни образования, носещи колоритни наименования – местностите „Дрънчи дупка“, „Казаните“. Наблизо е и връх Вишеград. На юг от селото се намира и каменната кариера, заради залежите на варовика/мрамора след 1944 г. селото от Ново село се преименува на Мрамор.

## Личности

### Желязко Демирев – Императора
В селото е роден Желязко Демирев – Императора един от най-прочутите нумизмати и контрабандисти на монети. 
"Когато бил едва десетгодишен, Желязко Колев Демирев от село Мрамор, Тополовградско, продавал на свои земляци фалшиви карти за заровени иманета. От приказките на по-възрастните той знаел какви точно белези и какви съкровища очакват да намерят местните иманяри, избирал си една местност и фабрикувал точно такива “нишани”. След това продавал картата, а иманярите отивали да копаят. Естествено не откривали нищо."
Безспорно една от най-големите загадки, свързана с Императора, е личната му колекция от антики. Най-ценните си находки знатният иманяр оставял за себе си. Монетите станали страст на Желязко, когато бил на 15 години. След няколко години се запознава с нумизмат, който му разкрива тайните на старите монети. Императора бил част от парашутна бригада по време на Втората световна война. Легендата за заровеното съкровище на Императора и до днес терзае много иманяри. След убийството на Желязко, около и в родното му село Мрамор не остава неразкопано място. Безценното имане обаче така и не е открито.
Канна Рачева гостува на село Мрамор и прави документален филм за „Императора“.

## Други
Мрамор е село с гостоприемни хора, много англичани и красиви гледки.
В Читалище „Пробуда“ в с. Мрамор се намира библиотека, в която се събират, съхраняват и помещават разнообразни материали. Малки и големи любители на книгите, знаят за тяхната магия и библиотеката е редовно посещавана. Тук се предлагат информационни услуги: предимно различни видове издания като книги, вестници, списания, които са интересни и полезни за обществото.

### Кухня
Село Мрамор се слави с богати традиции в храненето и фолклора.